# 加拿大邮政编码
加拿大邮政编码由六个字符组成，形式为A0A 0A0的英數字元。根据加拿大统计局统计，全国共有850,000个邮编，从纽芬兰与拉布拉多的A0A起始到育空的Y1A结束。加拿大邮政在网站上以及部分移动平台上提供免费的邮编查询。

## 历史
多伦多于1925年率先对城市进行邮政区域划分，到1940年代，加拿大其它城市陆续进行了相应的工作。在20世纪60年代，加拿大城市化加快，人口增长迅速，原来的邮编已经不能满足需要。1970年2月，时任通讯部长宣布全国采用新的六位字符的全新邮编，并最先在首都渥太华试用。1972年到1974年间，新邮编在全国普及。

## 邮编形式

### 转发分拣区域
加拿大邮政系统把全国分为不同的地理单元，并为每个地理单元分配了独一无二的三位字符作为邮编前三位，这三个字符被称为转发分拣区域（英語：Forward Sortation Area）。除魁北克和安大略外，邮编的第一个字母通常表示一个省或一个地区。由于省内人口稠密，魁北克和安大略分别拥有三个和五个邮编首字母，且两省均分配一个独立的邮编前缀给省内最大的城市。安大略最大城市多伦多的邮编前缀为M，魁北克最大城市蒙特利尔的邮编前缀为H。尽管努纳武特于1999年从西北地区分离成为一个新的地区，但由于区内人烟稀少，这两个地区至今仍使用同一个前缀。转发分拣区域的第二个字符为数字，用来区分农村和城市。通常0表示农村区域，其它数字表示城市区域。

### 本地投递单元
加拿大邮编的后三个文数字被称为本地投递单元（英語：Local Delivery Unit）。本地投递单元对应一个具体的地址或者一小片地理区域。

## 圣诞老人地址
1974年，蒙特利尔邮局的工作人员注意到有许多寄给圣诞老人的信件被处理为无法投递，通常写这些信的为小孩子。为了不让这些小孩失望，邮局工作人员决定亲自给这些信件回复。随着寄给圣诞老人的信件越来越多，加拿大邮政于1983年开通了圣诞老人回信计划。每年大约有100万封信寄给圣诞老人，甚至有来自加拿大以外的信件。加拿大邮政会以原始信件使用的语言回复。加拿大邮政开通了专门的圣诞老人地址：
SANTA CLAUS
NORTH POLE  H0H 0H0
CANADA
在法语文化里，圣诞老人被称作Père Noël，因此法语版的地址为：
PÈRE NOËL
PÔLE NORD  H0H 0H0
CANADA
选择H0H 0H0为邮编是因为听起来像圣诞老人的“Ho ho ho”。